# Acalolepta sondaica
Acalolepta sondaica là một loài bọ cánh cứng trong họ Cerambycidae.